# Кінтана-Роо
Кінта́на-Ро́о (ісп. Quintana Roo) — штат в Мексиці, на сході півострова Юкатан, на узбережжі Карибського моря. Площа 50 212 км². Населення 1 154 800 осіб (2005). Адміністративний центр — місто Четумаль.

## Історія

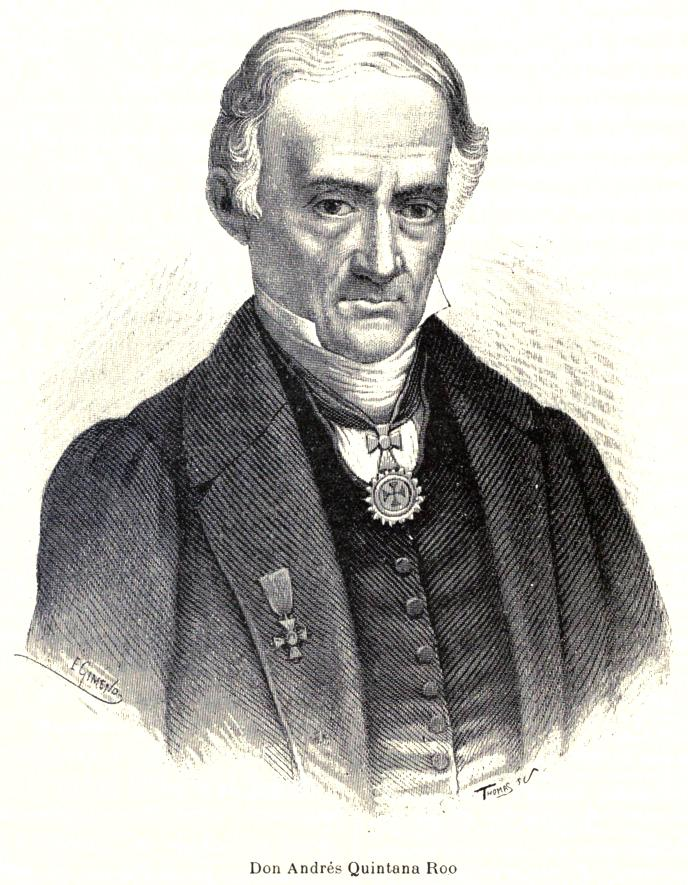
Андрес Кінтана Роо (1787—1851)

Нинішня територія з якої складається штат Кінтана-Роо довгий час перебувала у складі мексиканського штату Юкатан. У 1847 році в Юкатані почалася війна рас.  Одна з войовничих сторін — племена юкатеки, креоли та метиси, що проживали на північному заході півострова, розпочали бойові дії проти іншої сторони — індіанців мая, що проживали на південному сході. У 1901 році офіційно війна закінчилася, після того як мексиканські війська захопили столицю мая Чан Санта Крус (сучасна назва Філіпе-Каррільйо-Пуерто). Все ж збройні зіткнення продовжувалися до 1935 року, аж доки у Мехіко був укладений мирний договір із лідерами індіанців мая.
24 листопада 1902 року за наказом Порфіріо Діаса південно-східна частина півострова отримала назву Кінтана-Роо на честь мексиканського борця за незалежність країни Андеса Кінтана Роо, народженого в Юкатані. У 1910 році мексиканським військам вдалося отримати значну перемогу над індіанцями Мая. У 1915 році Кінтана-Роо знову була оголошена юридично частиною штату Юкатан. 8 жовтня 1974 року Кінтана-Роо отримала статус незалежного штату у складі Мексиканської держави. 